# APLG Gdańsk
APLG Gdańsk – polski kobiecy klub piłkarski z Gdańska. Powstał w 2014 roku. W 2020 roku po raz pierwszy awansował do Ekstraligi.
Klub powstał w 2014 roku. Początkowo grał pod szyldem Akademii Lechii Gdańsk, później stał się samodzielnym klubem. W pierwszym sezonie w rozgrywkach (2014/2015) zespół awansował z III ligi (czwarty poziom rozgrywkowy) do II ligi. Po kolejnych dwóch latach, w 2017 roku, przyszedł awans do I ligi, a w roku 2020 zespół awansował do Ekstraligi. Swoje spotkania drużyna rozgrywa na Gdańskim Stadionie Lekkoatletycznym i Rugby przy alei Grunwaldzkiej.
W 2024 roku do drużyny dołączyła reprezentantka Słowacji Klaudia Fabová. 